# Anthopleura haddoni
Anthopleura haddoni is een zeeanemonensoort uit de familie Actiniidae.
Anthopleura haddoni is voor het eerst wetenschappelijk beschreven door Kwietniewski in 1898.